# 맛있는 섹스, 맛있는 상상
"맛있는 섹스, 맛있는 상상"은 한국에서 제작된 이세일 감독의 2012년 멜로/로맨스, 드라마 영화이다. 윤영월 등이 주연으로 출연하였다.

## 출연

### 주연
- 윤영월
- 조용복